# Kertajaya, Cianjur
Kertajaya är en administrativ by i Indonesien.   Den ligger i provinsen Jawa Barat, i den västra delen av landet, 80 km sydost om huvudstaden Jakarta. Kertajaya ligger vid sjön Waduk Cirata.